# Graminidites ulkapites
Espèce
Graminidites ulkapites est une espèce éteinte de graminées (Poaceae) fossiles, décrite en 2011. Cette espèce nouvelle correspond à des grains de pollen découverts dans des sédiments du Maastrichtien de la formation de Scollard dans l'Alberta au Canada. L'étude de ce pollen en microscopie électronique a montré qu'il ne pouvait être rattaché à des espèces fossiles précédemment décrites, ni à des espèces existantes de graminées.
Étymologiel'épithète spécifique, ulkapites, est formée d'un terme sanscrit, ulka signifiant « météorite » ou « étoile filante », en référence à la forme du pollen, et du suffixe -pites.